# Feldflieger-Abteilung 61
Feldflieger-Abteilung Nr. 61 – FFA 61 (Polowy oddział lotniczy nr 61) – jednostka obserwacyjna i rozpoznawcza lotnictwa niemieckiego Luftstreitkräfte z początkowego okresu I wojny światowej.

## Informacje ogólne
Jednostka została utworzona na początku I wojny światowej, w dniu 24 lutego 1915 roku w Fliegerersatz Abteilung Nr. 5. Jednostka uczestniczyła w walkach na froncie zachodnim. 
29 listopada 1916 roku jednostka została przeformowana i zmieniona w Fliegerabteilung 267 (Artillerie) - (FA A 267).
W jednostce służył m.in. Alfred Lenz, który w jednostce odniósł swoje pierwsze zwycięstwo powietrzne.